# アキル・ディノー郡

アキル・ディノー郡
Akil dinò

アキル・ディノー郡（アキル・ディノーぐん、ハイチ語: Akil dinò、フランス語: Acul-du-Nord）は、ハイチ北県中部の郡。東にカプ・アイシアン郡、グランヌ・リヴィエ・ディノー郡、南にサン・ラファイェル郡、アルティボニット県マムラード郡、西にランベ郡と接し、北は大西洋に臨む。
コミーンはミロ、プレーヌ・ディノー、アキル・ディノーの3つである。郵便番号は12から始まる。

## 脚註
1. 1 2  “Haiti: administrative units, extended”.   GeoHive.com. 2016年10月5日時点のオリジナルよりアーカイブ。2021年8月9日閲覧。
2. ↑  “POPULATION TOTALE, POPULATION DE 18 ANS ET PLUS MÉNAGES ET DENSITÉS ESTIMÉS EN 2015” (pdf).   l’Institut Haïtien de Statistique et d’Informatique (IHSI). pp. 16 - 17 (2015年3月). 2021年8月9日閲覧。